# فيدل تريكانيكو
فيدل تريكانيكو (بالإسبانية: Fidel Tricánico)‏ (21 يناير 1915 – القرن الـ20) هو ملاكم أوروغواياني راحل، مثّل بلاده في الألعاب الأولمبية الصيفية 1936.

## روابط خارجية
فيدل تريكانيكو على موقع أوليمبيديا (الإنجليزية)